# John Phan
Bon „John“ Phan (* 10. Oktober 1974 in Đà Nẵng, Vietnam) ist ein professioneller US-amerikanischer Pokerspieler. Er gewann 2008 zwei Bracelets der World Series of Poker sowie das Main Event der World Poker Tour und wurde als Card Player Player of the Year ausgezeichnet.

## Pokerkarriere

### Werdegang
Phan cashte in seiner Karriere bislang 38-mal bei der World Series of Poker (WSOP) am Las Vegas Strip und erreichte einige Finaltische. 2005 belegte er den vierten Rang in der Variante Seven Card Stud. Bei der WSOP 2006 wurde Phan Zweiter in No Limit Hold’em und erhielt knapp 290.000 US-Dollar. Ein Jahr später wurde er erneut Zweiter, als er Francois Safieddine im No Limit Hold’em unterlag, und sicherte sich rund 330.000 US-Dollar. Im Jahr 2008 gewann Phan zwei Turniere und damit zwei Bracelets.
Phan kam bisher zehnmal beim Main Event der World Poker Tour in die Geldränge und gelangte dabei viermal an den Finaltisch. Darunter war ein Finaltisch beim Championship-Event im Hotel Bellagio am Las Vegas Strip der dritten Saison. Dort belegte Phan den vierten Rang und erhielt knapp 520.000 US-Dollar. Den zweiten Finaltisch bei einem WPT-Event erreichte Phan im Jahr 2008 bei den Bay 101 Shooting Stars, wo er Sechster wurde und dafür einen Scheck von 135.000 US-Dollar entgegennehmen durfte. Im August 2008 gewann Phan das Legends of Poker im Bicycle Casino in Los Angeles und sicherte sich eine Siegprämie von mehr als einer Million US-Dollar.
Phan gewann noch einige weitere Pokerturniere, darunter zwei kleinere Events bei den World Poker Open in Tunica im Jahr 2004 sowie eines in 2007. Zudem siegte er 2004 bei einem Event des Festa al Lago am Las Vegas Strip und errang damit 189.900 US-Dollar.
Insgesamt hat sich Phan mit Poker bei Live-Turnieren mehr als 6 Millionen US-Dollar erspielt. Vom Card Player Magazine wurde er 2008 als Player of the Year ausgezeichnet.

### Braceletübersicht
Phan kam bei der WSOP 39-mal ins Geld und gewann zwei Bracelets:
| Jahr | Buy-in (in $) | Turnier                       | Teilnehmer | Preisgeld (in $) |
| ---- | ------------- | ----------------------------- | ---------- | ---------------- |
| 2008 | 3000          | No-Limit Hold’em              | 716        | 434.789          |
| 2008 | 2500          | Limit 2-7 Triple Draw Lowball | 238        | 151.911          |